# 헝양 난웨 공항
헝양 난웨 공항(중국어: 衡阳南岳机场, IATA: HNY, ICAO: ZGHY)은 중화인민공화국 후난성 헝양 시의 민용공항이다. 2014년 12월 23일 개항하였다.

## 개요
중화인민공화국 후난성 헝양 시에 위치하며, 주변은 징광 고속철도 헝양 동역, 징강아오 고속공로, 징광 철로 헝양 역 등이 위치한다. 활주로 길이과 폭은 2600m×45m이며, 여객터미널 면적은 14316m^2이다.

## 역사
- 2010년 11월 - 중화인민공화국 국무원으로부터 헝양 난웨 공항 기획의 승인을 받았으며, 투자 금액은 5.56억 인민폐로 책정되었다.
- 2012년 5월 30일 - 기초 공사를 시작하였다.
- 2014년 6월 13일 - 중국민용항공국의 C560 비행기는 교정 비행이 성공적으로 진행되었다.
- 2014년 6월 24일 - 중국남방항공의 A320 비행기의 시험 비행이 성공적으로 진행되었다.
- 2014년 12월 23일 - 공식적으로 영업을 시작하였으며, 차이나 유나이티드 항공의 B737-800이 이륙에 성공해 베이징 난위안 공항에 도착하였다.[1][2][3]
- 2015년 12월 31일 - 2015년 여객운송 12만명이 되었다.[4]

## 여객터미널
난웨 공항의 여객터미널은 총 면적 14316m²이며, 도착층인 1층 면적은 7234m², 출발층인 2층 면적은 7082m²이다.

## 운항 노선
| 항공사                 | 목적지               |
| ---------------------- | -------------------- |
| 상하이 항공            | 상하이 (푸동), 쿤밍  |
| 청두 항공              | 청두, 취안저우       |
| 중국남방항공           | 충칭, 푸저우, 주하이 |
| 차이나 유나이티드 항공 | 베이징 (다싱)        |
| 산둥 항공              | 지난, 구이양         |
| 충칭항공               | 푸저우, 충칭         |
| 샤먼항공               | 샤먼                 |
| 차이나 익스프레스 항공 | 충칭, 구이양         |
| 하이난 항공            | 하이커우             |
| 준야오 항공            | 난징, 베이하이       |

## 같이 보기
- 중화인민공화국의 공항 목록